# ملكة جمال العالم 1967
ملكة جمال العالم عام 1967 هي نسخة مسابقة ملكة جمال العالم السابعة عشرة في تاريخ مسابقة ملكة جمال العالم منذ انطلاقتها عام 1951، عقدت مسابقة في 16 نوفمبر 1967 في مسرح لايسيوم في لندن بالمملكة المتحدة. تنافست 55 متسابقة على تاج مسابقة ملكة جمال العالم. في نهاية الحدث توجت مادلين هارتوغ-بيل ممثلة بيرو. من قبل ملكة جمال العالم 1966 ، ريتا فاريا من الهند.

## النتائج

### المراكز النهائية
| النتائج النهائية      | المتنافسة |
| --------------------- | --- |
| ملكة جمال العالم 1967 | - بيرو - مادلين هارتوغ-بيل |

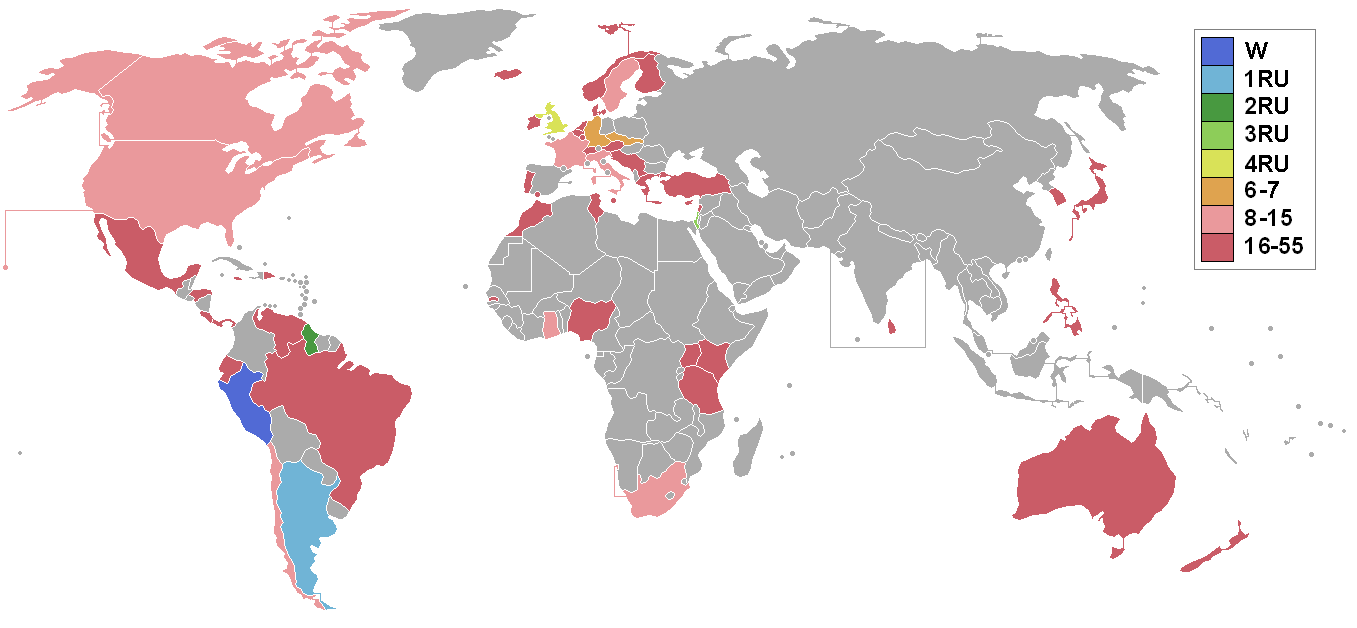
البلدان والأقاليم التي أرسلت المندوبين والنتائج ملكة جمال العالم 1967

| الوصيفة الأولى        | - الأرجنتين - ماريا ديل كارمن سابالياوسكاس |
| الوصيفة الثانية       | - غويانا - شاكيرا باكش |
| الوصيفة الثالثة       | - إسرائيل - داليا ريجيف |
| الوصيفة الرابعة       | - المملكة المتحدة - جنيفر لين لويس |
| الوصيفة الخامسة       | - تشيكوسلوفاكيا - الزبيتا ستركولوفا |
| الوصيفة السادسة       | - ألمانيا - روث كوشر |
| أفضل 15               | - كندا - دونا ماري باركر - تشيلي - مارغريتا تيليز - فرنسا - كارول نوي - غانا - أرابا مارثا فورون - إيطاليا - تمارا باروني - جنوب أفريقيا - ديسا دوفستين - السويد - إيفا إنغلاندر - الولايات المتحدة - باميلا فالاري بال |

## المتسابقات
- الأرجنتين - ماريا ديل كارمن سابالياوسكاس †
- أستراليا - جودي لوكي
- النمسا - كريستل بارتو
- بلجيكا - موريسيت سيرونفال
- البرازيل - ويلزا دي أوليفيرا ريناتو
- كندا - دونا ماري باركر
- سيلان - تيريز فرناندو
- تشيلي - مارغريتا تيليز جابيل
- كوستاريكا  - مارجوري فورنيس
- قبرص - ليلى ميكايليدس
- تشيكوسلوفاكيا  - ألزبيتا ستركولوفا
- الدنمارك - سونيا جنسن
- جمهورية الدومينيكان - مارجريتا روزا روكشنات شوت
- الإكوادور - لورا إيلينا باكيرو بالاسيوس
- فنلندا - هيدي راناري
- فرنسا - كارول نوي
- غامبيا - جاني جاك
- ألمانيا - روث كوشر
- اليونان - ميميكا نيافي
- غانا - عرابة مارثا فرون
- جبل طارق - لورا باسادون
- غيانا - شاكيرا باكش
- هولندا - مونيكا فان بيلين
- هندوراس - ألبا ماريا بوباديلا
- أيسلندا - هريفنا ويغيلوند شتاينورسدوتير
- أيرلندا - جيما ماكناب
- إسرائيل - داليا ريجيف
- إيطاليا - تمارا باروني
- جامايكا - لوريل ويليامز
- اليابان - تشيكاكو سوتوياما
- كينيا - زيبوراه مبوغوا
- كوريا - تشونغ يونغ هوا
- لبنان - سونيا فارس
- لوكسمبورغ - ماري جوزيه ماتجين
- مالطا - ماري ميفسود
- المكسيك - ماريا كريستينا أورتال
- المغرب - نعيمة بنجلون
- نيوزيلندا - باميلا ماكليود
- نيجيريا - روزلين بالوغون
- النرويج - فيجديس سولي
- بنما - كارلوتا لوزانو
- بيرو - مادلين هارتوغ بيل
- الفلبين - مارغريتا فافيس جوميز
- البرتغال - تيريزا أمارو
- جنوب أفريقيا - ديسا دوفنشتاين
- السويد - إيفا إنجلندر
- سويسرا - إديث فريفيل
- تنزانيا - تيريزا شايو
- تونس - رقية الدخيل
- تركيا - نيس يازيجيل
- أوغندا - روزماري سلمون
- المملكة المتحدة - جينيفر لين لويس
- الولايات المتحدة - باميلا فالاري بال
- فنزويلا - إيرين بوتجر غونزاليس
- يوغوسلافيا - ألكساندرا مانديتش

## الروابط الخارجية
- موقع ملكة جمال العالم الرسمي